# Глазычев, Вячеслав Леонидович
Вячесла́в Леони́дович Гла́зычев (26 февраля 1940, Москва — 5 июня 2012, о. Чанг) — советский и российский учёный и общественный деятель, исследователь проектного творчества и архитектурного наследия, критик, переводчик, публицист. Кандидат философских наук (1968), доктор искусствоведения (1991), профессор Московского архитектурного института, член Общественной палаты Российской Федерации.
Член Международной академии архитектуры и Зальцбургского семинара планировщиков городов, президент Российской национальной академии дизайна, директор института продвижения инноваций Общественной палаты Российской Федерации, заведующий кафедрой управления территориальным развитием АНХ при правительстве РФ, соруководитель Экспертной группы «Реальный федерализм, местное самоуправление, межбюджетная политика» по обновлению Стратегии-2020.
Был секретарём правления Союза архитекторов СССР, ведущим научным сотрудником Научного института теории и истории архитектуры и градостроительства.

## Биография
Отец — Леонид Дмитриевич Глазычев, кинодраматург, погиб на Калининском фронте в 1942 году. Мать — Милица Николаевна Глазычева, работала библиографом в Институте научной информации по общественным наукам.
Окончил английскую специальную школу № 1 Мосгороно, потом поступил в МАрхИ на факультет промышленной архитектуры. В 1957 году работал переводчиком на Всемирном фестивале молодёжи и студентов. В 1961—1962 годах учился в Варшавском политехническом университете. После окончания учёбы в МАрхИ (1963) проектировал железнодорожные и авиапочтамты (до 1965), работал архитектором в «Гипросвязи», затем младшим научным сотрудником ВНИИТЭ (1965—1967).
Вместе с Е. А. Розенблюмом в 1964 году создал Центральную экспериментальную студию Союза художников СССР по тематике «дизайн среды», а с 1967 года перешёл в неё работать заместителем художественного руководителя.
С 1963 года публиковал статьи о проблемах дизайна и художественной культуры в журнале «Декоративное искусство СССР» и других изданиях.
В 1968 году в Московском институте народного хозяйства имени Г. В. Плеханова защитил диссертацию на соискание учёной степени кандидата философских наук по теме «Социальная функция дизайна в системе современного капитализма». В 1970 году эти материалы вышли отдельной монографией под названием «О дизайне» (в 2006 году под названием «Дизайн как он есть» было выпущено второе издание труда, дополненное авторскими комментариями).
После спецподготовки в 1969 году Глазычев получил звание старшего лейтенанта ВДВ.
В 1977 году написал книгу «Организация архитектурного проектирования», в которой описал методы взаимодействия между социальным заказом, проектированием и строительством, не используемые в СССР. Через год по материалам книги в ЦНИИ теории и истории архитектуры была сделана попытка защиты диссертации на соискание учёной степени доктора архитектуры по теме «Архитектурное творчество и организация архитектурного проектирования». Работа получила положительный отзыв директора ЦНИИЭП жилища Б. Р. Рубанёнко, однако из-за противодействия Отдела строительства ЦК КПСС учёная степень присуждена не была (с формулировкой «незавершённое исследование»).
Осуществил ряд резонансных переводов на русский язык западной урбанологической классики XX века. В 1982 году в его переводе вышел сборник переводов текстов Кевина Линча под общим названием «Образ города», а в 1986 году также в его переводе вышел второй сборник текстов Кевина Линча под общим названием «Совершенная форма в градостроительстве». Кроме того, в 1995 году в его переводе вышла книга Роберты Грац «Город в Америке: жители и власти», переизданная в 2008 году.
В 1970—1984 годах был заведующим отделом социальных проблем НИИ теории и истории архитектуры, также заведующим отделом журнала «Декоративное искусство СССР». В 1984—1987 годах руководил отделом культурного потенциала городов в НИИ культуры Министерства культуры РСФСР. Вёл экспериментальные программы развития в Тихвине, Набережных Челнах и Елабуге, организуя взаимодействие жителей и властей. В 1986 году вступил в Союз архитекторов СССР, а через месяц был избран секретарём союза. В 1988 году ушёл в отставку с этого поста, когда секретариат не принял предложенную группой с Глазычевым во главе программу реформы Союза.
В 1987 году был председателем организационного комитета общества «Мемориал», в 1988—1990 годах был ответственным секретарём Фонда «Культурная инициатива» (являвшегося российским отделением Фонда Сороса). Глазычев участвовал в формировании Европейской академии городской среды в Берлине с 1989 года, входил в правление, был главой московского отделения, которое вело программно-консультативные работы в Москве, Мышкине, Старице и других городах России. Участвовал в подготовке Законов о местном самоуправлении и о культуре.
В 1991 году в НИИ культуры Министерства культуры РСФСР защитил диссертацию на соискание учёной степени доктора искусствоведения по теме «Культурный потенциал городской среды» (специальность 17.00.08. — теория и история культур). С 1991 года являлся профессором МАрхИ.
В 1999 году баллотировался на пост вице-мэра Москвы при кандидате в мэры от Союза правых сил Сергее Кириенко. В 2005 совместно с Г. О. Павловским, М. А. Колеровым организовал издательство «Европа» и стал его генеральным директором.
С 2005 по 2008 год под псевдонимом «Мистер Монблан» участвовал в аналитической телепередаче Г. О. Павловского «Реальная политика» на НТВ.
Умер от сердечного приступа 5 июня 2012 года в Таиланде, куда приехал на две недели для работы над материалами «Стратегии развития Москвы до 2025 года».
Похоронен в Москве на Введенском кладбище (участок 22).

## Память
- кафедра территориального развития имени В. Л. Глазычева Института общественных наук РАНХиГС

## Труды

### Монографии и брошюры
- Глазычев В. Л. О дизайне: Очерки по теории и практике дизайна на Западе. — М.: Искусство, 1970. — 192 с. — 9000 экз.
- Глазычев В. Л. Организация архитектурного проектирования. — М.: Стройиздат, 1977. — 170 с.
- Глазычев В. Л. Зарождение зодчества. — М.: Стройиздат, 1983. — 128 с. — 80 000 экз.
- Глазычев В. Л. Социально-экологическая интерпретация городской среды. — М.: Наука, 1984. — 180 с.
- Земцов С. М., Глазычев В. Л. Аристотель Фьораванти: Архитектор XV в.. — М.: Стройиздат, 1985. — 184 с. — (Мастера архитектуры). — 20 000 экз.
- Глазычев В. Л. Эволюция творчества в архитектуре. — М.: Стройиздат, 1986. — 495 с. — 11 000 экз.
- Глазычев В. Л. О нашем жилище. — М.: Стройиздат, 1987. — 177 с. — 60 000 экз.
- Глазычев В. Л. Мастерство зодчего. — М.: Знание, 1987. — 48 с.
- Глазычев В. Л. Россия в петле модернизации: 1850—1950. (Книга написана в 1989 г., но осталась неизданной.)
- Глазычев В. Л. Советская архитектура: ритмы перестройки. — М.: Знание, 1988. — 64 с.
- Глазычев В. Л. Гемма Коперника: Мир науки в изобразительном искусстве. — М.: Советский художник, 1989. — 416 с. — (Искусство: проблемы, история, практика). — 40 000 экз. — ISBN 5-269-00059-8.
- Гутнов А. Э., Глазычев В. Л. Мир архитектуры: Лицо города. — М.: Молодая гвардия, 1990. — 352 с. — 200 000 экз. ISBN 5-235-00487-6.
- Глазычев В. Л., Егоров М. М., Ильина Т. В. и др. Городская среда. Технология развития. Настольная книга. — М.: Ладья, 1995. — 240 с. — 3 000 экз. ISBN 5-7068-0084-7.
- Глазычев В. Л. Архитектура. Энциклопедия. — М.: Дизайн. Информация. Картография; Астрель; АСТ, 2002. — 672 с. — ISBN 5-17-005418-1.
- Глазычев В. Л. Глубинная Россия: 2000—2002. — М.: Новое издательство, 2003. — 325 с. — ISBN 5-901439-13-9.
- Глазычев В. Л. Глубинная Россия: 2000—2002. — 2-е изд., испр. — М.: Новое издательство, 2005. — 325 с. — ISBN 5-98379-023-4.
- Глазычев В. Л., Чегодаева М. А. Архитектура. Градостроение. Монументальное искусство: материалы к уроку МХК. — М.: Чистые пруды, 2005. — 30 с. — ISBN 5-9667-0008-7.
- Глазычев В. Л. Социальное меню в программах российских партий: обзор Вячеслава Глазычева. — М.: Европа, 2005. — 186 с. — ISBN 5-9739-0010-X.
- Глазычев В. Л. Дизайн как он есть. Изд 2-е, доп. — М.: Европа, 2006. — 320 с. — ISBN 5-9739-0066-5.
- Глазычев В. Л. Урбанистика. — М.: Европа; Новая площадь, 2008. — 218 с. — ISBN 978-5-9739-0148-6.
- Глазычев В. Л. Политическая экономия города. — М.: Дело, 2009. — 189 с. — ISBN 978-5-7749-0529-4.
- Глазычев В. Л. Город без границ. — М.: Территория будущего, 2011. — 398 с. — ISBN 978-5-91129-072-6.

### Редакторская работа и сборники статей
- Проблемы теории советской архитектуры. Социально-функциональные проблемы советской архитектуры: Сб. науч. трудов / Сост. В. Л. Глазычев. — М.: Б. и., 1974. — 83 с.
- Теоретические концепции современной зарубежной архитектуры (конец XIX — первая треть XX в.): Сб. статей / Отв. ред. В. Л. Глазычев. — М.: Стройиздат, 1975. — 177 с.
- Архитектура Запада. Кн. 2. Социальные и идеологические проблемы / Иконников А. В., Глазычев В. Л., Стригалев А. А. и др. — М.: Стройиздат, 1975. — 197 с.
- Предпосылки формирования архитектуры Москвы как образцового коммунистического города: Отчёт / Руководитель В. Л. Глазычев. — М.: Б. и., 1976. — 168 с.
- Москва вчера и сегодня: Фотоальбом / Сост. В. Л. Глазычев. — М.: Московский рабочий, 1978. — 238 с.
- Москва вчера и сегодня. Фотоальбом / Сост. В. Л. Глазычев. — 2-е изд., перераб. — М.: Московский рабочий, 1980. — 226 с.
- Современная архитектура США: Критические очерки / В. Л. Хайт, В. Л. Глазычев, А. П. Зинченко и др. — М.: Стройиздат, 1981. — 176 с.
- Проблемы формирования городской среды. Архитектура РСФСР: Сб. науч. трудов / Под ред. В. Л. Глазычева. — М.: ЦНИИП градостроительства, 1982. — 115 с.
- Архитектура Запада. Кн. 3. Противоречия и поиски 60—70-х годов / Бернштейн Д. К., Воронов А. А., Глазычев В. Л. и др. — М.: Стройиздат, 1983. — 175 с.
- Предпосылки формирования архитектуры современного села: Сб. науч. трудов / Под ред. В. Л. Глазычева, А. А. Воронова. — М.: ЦНИИП градостроительства, 1984. — 93 с.
- Теоретические основы советской архитектуры / В. Л. Глазычев, А. В. Иконников, Ю. С. Лебедев и др. — М.: Стройиздат, 1985. — 242 с.
- Москва вчера и сегодня / Сост. В. Л. Глазычев. 3-е изд., перераб. и доп. — М. : Московский рабочий, 1987. — 239 с.
- Культура города: проблемы инноваций: Сб. науч. трудов / Науч. ред. В. Л. Глазычев. — М.: Изд-во НИИ культуры, 1987. — 200 с.
- Культура города: проблемы развития: Сб. науч. трудов / Отв. ред. В. Л. Глазычев. — М.: Изд-во НИИ культуры, 1988. — 187 с.
- Культура в советском обществе. Проблемы и перспективы развития / В. Л. Глазычев, Л. А. Гордон, Т. М. Дридзе и др. — М.: Наука, 1988. — 192 с. — ISBN 5-02-013298-5.
- Основные направления общественно-творческой деятельности Союза архитекторов СССР / Отв. ред. В. Л. Глазычев. — М.: Б. и., 1988. — 108 с.
- Проблемы дизайна: Сб. статей / Под ред. В. Л. Глазычева. — М.: Союз дизайнеров России, 2003. — 255 с. — ISBN 5-901512-10-3.
- Проблемы дизайна-2: Сб. статей / В. Л. Глазычев и др. — М.: Архитектура-С, 2004. — 400 с. — ISBN 5-9647-0034-9.
- Россия: пространственное развитие. Доклад Центра стратегических исследований / Под ред. В. Л. Глазычева и П. Г. Щедровицкого. — М.: Архитектура-С, 2004. — 128 с. — ISBN 5-9647-0051-9.
- Проблемы дизайна-3: Сб. статей / Под ред. В. Л. Глазычева. — М.: Архитектура-С, 2005. — 286 с. — ISBN 5-9647-0081-0.
- Планы Президента Медведева: цели и ценности первого Послания / Сост. Г. О. Павловский и В. Л. Глазычев. — М.: Европа, 2009. — 200 с. — ISBN 978-5-9739-0175-2.

### Статьи
- Глазычев, В. Л. Проблема «массовой культуры» / В. Л. Глазычев // Вопросы философии. — 1970. — №12.[14]
- Глазычев, В. Л. Мастера итальянского барокко / В. Л. Глазычев // Юный художник. — 1985. — №4.[15]
- Глазычев, В. Л. Психология городского квартала / В. Л. Глазычев // А. С. С. — 1997. — №2. — С. 46.
- Глазычев, В. Российский город в концепции долговременного развития России / В. Глазычев // Экономическая политика. — 2008. — №5. — С. 12-14.
- Глазычев, В. Л. Устроение российского пространства / В. Л. Глазычев // Известия Казанского государственного архитектурно-строительного университета. — 2009. — №1(11). — С. 41-44.
- Глазычев, В. Пространство инноваций / В. Глазычев // Экономическая политика. — 2010. — №2. — С. 61-64.
- Глазычев, В. Есть ли будущее у российского федерализма? / В. Глазычев // Экономическая политика. — 2010. — №2. — С. 74-76.